# Ditassa caucana
Ditassa caucana är en oleanderväxtart som beskrevs av Henri François Pittier. Ditassa caucana ingår i släktet Ditassa och familjen oleanderväxter. Inga underarter finns listade i Catalogue of Life.